# Mericoidodòntids
Els mericoidodòntids (Merycoidodontidae) són una família extinta de mamífers artiodàctils que visqueren a Nord-amèrica entre l'Eocè mitjà i el Miocè superior. Se n'han trobat restes fòssils al Canadà, els Estats Units i Mèxic. Eren més derivats i diversos que els agrioquèrids, l'altra família de mericoidontoïdeus. Tenien un aspecte físic que recordava els porcs, amb una mida que anava des de la grandària d'una llebre fins a la d'un porc. Eren animals majoritàriament folívors que de tant en tant menjaven herba.